# موسى معسكري
موسى معسكري (بالفرنسية: Moussa Maaskri)‏
```
مواليد 
15 نوفمبر
 
1962
 في 
قسنطينة
، هو 
مخرج
 
جزائري
 بدأ مسيرته الفنية سنة 
1991
.
```

## السيرة الذاتية
في عام 1967، انضم مع عائلته إلى والده في فرنسا الذي يعمل في إنشاء الطرق. وقد ترعرع في حي شعبي بمرسيليا، وكان يجيد كرة القدم، لكنه قرر التحول في النهاية إلى مهنة التمثيل. ثم أخذ دروسا في الكوميديا و بدأ الظهور في المسرح، قام بإعادة عدة مسرحيات كنموذج مارسيل ماريشال. وكانت بدايته أمام الكاميرا في كونه قد لعب دورا في فيلم محمد برتراند دوفال لمخرجه أليكس ميتاير في عام 1991، فيلم تلفزيوني لدومينيكا بارون وحلقة من سلسلة نافارو لروجر حنين، في عام 1993.
وقد قام بعدة أدوار صعبة، مابين الخير والشر كما في فيلم السجن للمخرج ألان روباك، السفاحين لفريدريك سكوندوفير، المقاطعة 13: الإنذار لباتريك أليساندران،22 رصاصة لريتشارد بيري ولا فرونش لسيدريك جيمينيز. وهو يتكلم أيضا إلى جانب العربية كلا من الإسبانية والإنجليزية والإيطالية، وقد ظهر في عدة إنتاجات دولية مشتركة كفيلم شقيقان لجان جاك أنو، بريك. الأسطورة لدانيال بينمايور، تقاطعات لديفيد ماركوني، العائلة للمخرج لوك بيسون.

## وصلات خارجية
- موسى معسكري على موقع IMDb (الإنجليزية)
- موسى معسكري على موقع ألو سيني (الفرنسية)
- موسى معسكري على موقع أول موفي (الإنجليزية)
- موسى معسكري على موقع قاعدة بيانات الأفلام السويدية (السويدية)
- موسى معسكري على موقع قاعدة بيانات الفيلم (الإنجليزية)
- موسى معسكري على موقع كينوبويسك (الروسية)
- موسى معسكري على CinéArtistes
- موسى معسكري على ألو سيني
- Moussa Maaskri على uniFrance
- بطاقة الوكالة الفنية